# Brug 40
Brug 40 is een brug in de zuidelijke kade van de Keizersgracht over de Reguliersgracht  in de Amsterdamse grachtengordel. De brug beschikt over een doorvaartopening van 6,80 meter breed en met een doorvaarthoogte van 2,38 meter. Er zijn meerdere plannen geweest van de demping van de Reguliersgracht, maar deze zijn uiteindelijk nooit uitgevoerd. Deze welfbrug is evenals enkele andere bruggen in de Reguliersgracht niet origineel maar een 20ste-eeuwse constructie. De geschiedenis van de brug is vermoedelijk vanaf de bouw gelijk aan die van brug 38. Tussen brug 40 en 38 was een steen gemetseld met "1729", tussen brug 38 en brug 39, aan de overzijde van de Keizersgracht een steen met "Anno". Beide stenen zijn bij de renovatie in 1908/1909 verwijderd. De brug, zelf geen monument, wordt omringd door rijksmonumenten.  

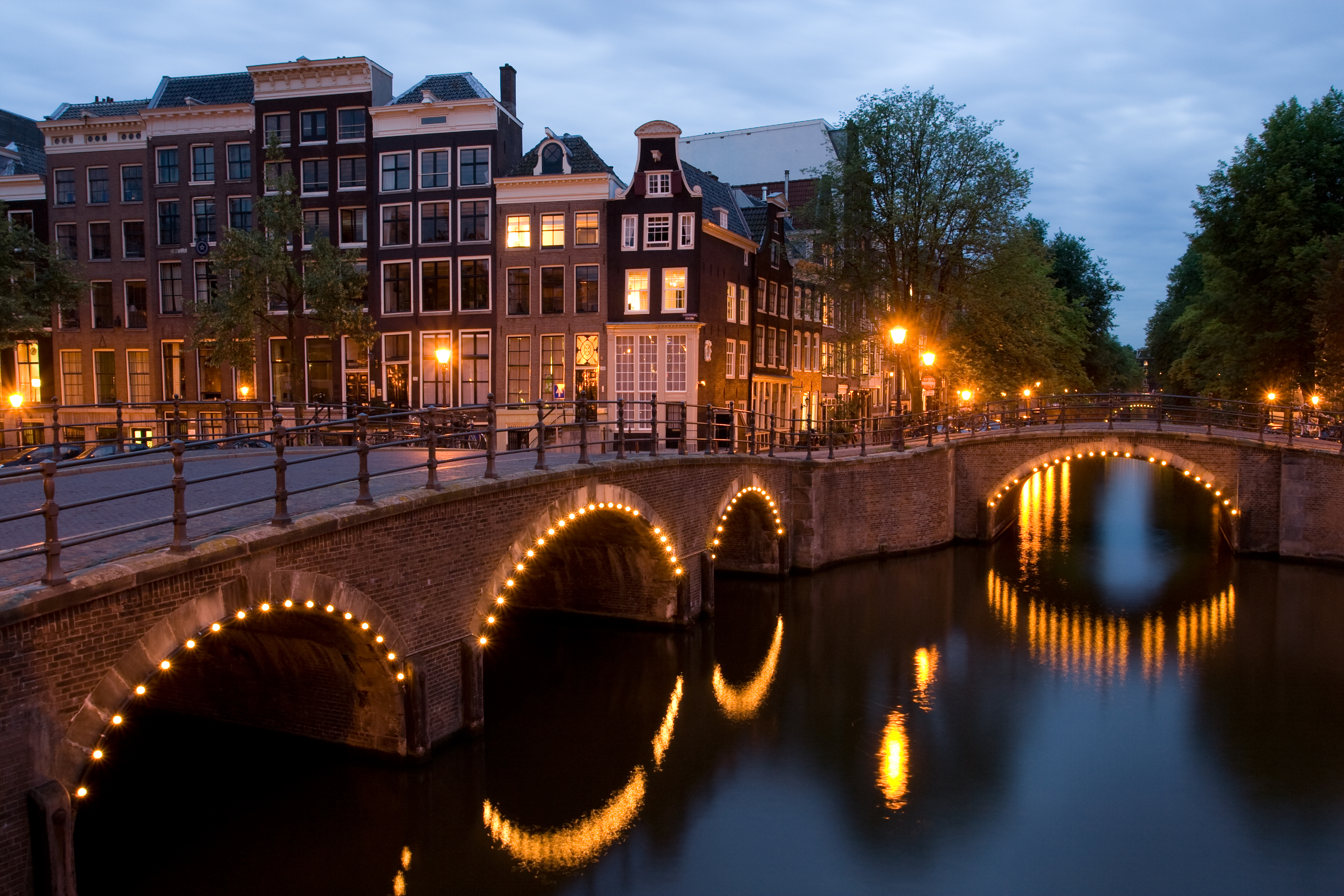
Bruggen 38 (links) en brug 40 (rechts) bij nacht (2008)